# Cratere Avogadro
Avogadro è un grande cratere lunare di 129,84 km situato nella parte nord-occidentale della faccia nascosta della Luna.
Il cratere è dedicato allo scienziato italiano Amedeo Avogadro.

## Crateri correlati
Alcuni crateri minori situati in prossimità di Avogadro sono convenzionalmente identificati, sulle mappe lunari, attraverso una lettera associata al nome.
| Avogadro | Coordinate             | Diametro (in km) |
| -------- | ---------------------- | ---------------- |
| D        | 63°50′24″N 170°13′12″E | 19,47            |